# 霍瓦赫特
波罗的海畔霍瓦赫特，通称霍瓦赫特，是德国石勒苏益格－荷尔斯泰因州的一个市镇。总面积8.78平方公里，总人口871人，其中男性428人，女性443人（2011年12月31日），人口密度99人/平方公里。